# 巴紐外交公款侵吞案
巴紐外交公款侵吞案，是指2006年至2008年間，中華民國與巴布亞紐幾內亞洽談建立全面外交關係，但兩國官員商議多次後，巴紐無意建交，因此中華民國外交部部長黃志芳要求仲介者金紀玖與吳思材退還暫存兩人帳戶中的外交款項。這些外交款項是原訂建交後給予巴布亞紐幾內亞的外交援助款，但是此外交援助款遭金、吳兩人侵吞，牽涉金額約3,000萬美元。
台北地檢署調查後，因無任何款項流入公務員帳戶內，認定黃志芳、邱義仁、柯承亨等未涉及侵吞巴紐建交公款，以不起訴結案。經跨國法律行動，仲介吳思材等所得款項追回。監察院認定外交部長黃志芳處理有缺失，進行彈劾。

## 背景
巴布亞紐幾內亞是大洋洲一個島嶼國家，1999年與中華民國首次建立正式外交關係，當時中華民國為李登輝總統執政，外交部長為胡志強。
1999年7月5日，胡志強與巴國外長在台北簽署建交公報，宣布兩國正式建交，但7月21日，剛上任的新總理莫羅塔就宣布撤回這項外交承認，這段外交關係只維持短短兩週時間。
1999年巴布亞紐幾內亞與中華民國建交的背景是，總理史凱特面臨被國會進行不信任投票的政治危機，在當地台商（鍾俊名、吳福財）及香港華僑（麥麗嫦）的說服運作下，史凱特打算利用建交案爭取金援以挽回頹勢。7月3日，史凱特親自率團赴台拜會行政院院長蕭萬長，不過由於史凱特要求高達23億美元的金援，建交談判並不順利。就在破局之際，史凱特在台商的勸服下仍簽署建交公報，以便讓國會以為中華民國已答應條件。7月13日，巴紐國會通過對史凱特的不信任投票，史凱特下台成定局。7月21日，新任總理莫羅塔表示，整個建交過程並未遵循該國與他國建交的「正常程序」，宣布撤回這項建交案。事實上主要原因還是因為來自中華人民共和國方面的政治壓力。中華人民共和國威脅不會對巴布亞紐幾內亞開展任何經貿關係。
當年中華民國允諾巴紐的金援條件是，每年提供5,000萬美元的轉存款（持續五年，總額共計2.5億美元），2.5億美元的十年貸款，以及960萬美元的政黨活動費。這筆巨大金額的外交交易竟由非外交體系的三名台商華僑所主導，並在短短幾天以失敗收場，被當年的美國時代雜誌亞洲版（TIME Asia）列入「年度十大醜聞」之一。

## 過程
中華民國在首次政黨輪替後，2006年再度計畫與巴紐進行建交。
2006年8月，時任國家安全會議秘書長的邱義仁介紹金紀玖與吳思材給外交部長黃志芳，由於這是國安會秘書長的指令，外交部不得不配合。他們達成了口頭協議，由金紀玖、吳思材兩人擔任「仲介者」，運作巴紐與中華民國建交。但金紀玖將對方開出的二千萬美元條件暗中增加至四千萬美元。最後外交部與金協商的結果，同意以三千萬美元為秘密經費，其中廿萬美元是金和吳的活動費。
外交部與金紀玖及吳思材協議，在外交部同意及技術援助談判成功後，才能提取整筆款項。反之，如果外交部提出要求，就必須無條件返還這筆款項。9月14日，外交部把款項存在金、吳在新加坡華僑銀行的聯名戶口。吳並寫信給外交部確認協議條款。在金吳二人運作下，10月10日，巴紐代表團抵台跟黃志芳見面並準備簽署建交公報，但黃志芳拒簽建交公報。因為經黃確認，負責建交的代表團成員是代理外長，而所要求的授權書是代理總理授權、並未獲得該國總理授權。
黃志芳因此發現建交風險太高，要求撤案。金紀玖以「建交有望」為由不願退還款項。外交部於是在12月派人前往新加坡，陪同從第三地前往新加坡的金紀玖到新加坡辦手續將錢轉回台灣。隔日，具有美國國籍的金紀玖以去探視在上海生病的女兒為由在案發前潛逃美國洛杉磯。金紀玖在洛杉磯郊區阿凱迪亞（Arcadia）有豪宅和土地，豪宅2006年過戶到兒子金世昌與女兒安妮名下，一塊土地由金的公司在隔年買下後分兩塊過戶給兒子與女兒。外交部在2007年1月要具有新加坡國籍的吳思材把他在聯名戶頭的權利轉給外交部官員。

## 司法程序
2008年4月15日，外交部主動函送台北地檢署，舉發金紀玖、吳思材涉嫌《中華民國刑法》侵占罪與背信罪。台灣台北地方法院以罪證不足釋放吳思材。4月18日外交部透過呂俊昭律師事務所，向新加坡高等法院控告金紀玖和吳思材，要求追討屬於中華民國政府的三千萬美元。4月28日外交部向新加坡高等法院申請禁制令，要求在訴訟開審前，禁止金、吳脫手或處理在新加坡的資產，無論資產是否在他們名下、以及獨立或聯名擁有。吳思材在事件爆發前的4月27日一度企圖出國不成，後來經記者追蹤，發現吳思材本人疑點重重。
4月30日，黃志芳向新加坡方面反映，希望聯合早報可以延後一天刊出這篇新聞。5月1日，黃志芳亦向中央社反映，希望中央社可以延至下午才刊出；中央社記者轉而摘錄聯合早報的新聞。
同日，外交部長黃志芳與行政院副院長邱義仁說明此事。此中間人侵吞建交經費案在社會引起巨大反響。不久相關官員一一辭職以示負責，此案並於當日進入司法程序。

## 關鍵友人
2008年5月2日，台北地檢署以證人身分先後傳喚黃志芳及邱義仁到案說明。
邱義仁在行政院新聞局局長謝志偉陪同下出面說明。黃志芳亦召開記者會，公開鞠躬道歉。金紀玖自稱是中國國民黨大老杭立武的私生子，在李登輝政府時代就是劉泰英招待所的常客，被指介入工程費高達新台幣數十億元的台電六輸工程弊案。亦有指金出任中華顧問工程司法人代表，後來於2003年末被選上副董事長。明顯金紀玖與高層的關係不淺，到底邱義仁如何接觸到金吳二人，邱義仁指出，經由「友人」介紹下才認識的；如果沒有這位「友人」，這件侵吞事件根本不會發生。對於這位「友人」是誰，邱義仁表示「陳水扁總統也認識他」，但拒絕透露這位「友人」是誰；他認為友人只是好意想幫忙，未涉入這件侵吞案中。媒體亦對「友人」的身份眾說紛紜，國民黨立法委員邱毅指是前中國鋼鐵董事長林文淵，林文淵回應「如果是我，我林文淵立刻切腹自殺」。5月3日，吳思材在國民黨立委林郁方陪同下出面說明，並向外界求救，有人亮槍警告他盡快離台；未久，吳承認有關保命一事純為想像捏造，隨後當庭解聘律師。對於神秘友人，吳說是國防部副部長柯承亨，2006年時出任國安會副秘書長。邱義仁當日被約談後，最後言明神秘友人乃柯承亨。

## 判決與追回款項
2009年12月29日，台灣方面已成功追回第一筆由新加坡匯回的款項，金額約152萬美元。因為2009年12月20日新加坡高等法院下令，將吳思材在新加坡華僑銀行之帳戶內的210萬新加坡元（台幣4,830萬元）的存款歸還台灣。 
2010年5月，新加坡高等法院就台灣政府在該國提出訴訟案，作出台灣政府勝訴判決，下令將吳思材在星國存款歸還台灣，
外交掮客吳思材捲入巴紐案，被控與掮客金紀玖侵吞約2,980萬美元的援助款。檢方查出吳思材部分犯罪所得已匯入前妻陳宸晞的帳戶內，由陳宸晞購買連動債與不動產，因此檢方向法院聲請沒收陳宸晞名下財產。法院一審認為，吳思材受外交部之託，保管2,980萬美元的建交援助款，卻擅自侵占款項，依背信罪判吳思材3年4月徒刑，2011年11月，台灣高等法院認為吳思材犯罪情節重大，造成國庫財物嚴重損失，改判3年10月，全案定讞。
外交部於2012年3月21日表示，共已執行追回1,510萬美元。
2012年12月25日，台北地檢署偵結，認定前國安會秘書長邱義仁、前外交部長黃志芳在此案中涉案嫌疑不足，並無事證顯示他們曾涉嫌貪污與侵佔公款，處分不起訴。

## 監察院調查
監察院於2009年1月14日發佈對黃志芳彈劾案，彈劾文指出：「部長黃志芳辦理建交案未切實評估風險，率將建交款匯撥至中間人帳戶，肇生重大弊案，違失情節重大。」

## 相關爭議事件
- 2008年5月3日早上，台北地檢署檢察事務官赴黃志芳家中搜索，黃志芳超過40分鐘才開門，期間守候在外的記者訪問檢察事務官為何不破門而入搜索，事務官回答是「基本的尊重」，此事件引起泛藍立委譁然，認為是差別性辦案。事後檢察事務官表示該搜索未找到任何案件相關東西。
- 2008年5月7日，立法院財政委員會上，外交部會計長楊德川說該筆經費預計列為「意外事故」呆帳，並在質詢中大聲回答「被騙難道不是意外事故？被騙難道是故意？」，引起在座立委極大不滿。第二天，有平面媒體以「外交部想用呆帳搓掉」為頭版報導。
- 2008年5月13日，民進黨立委蔡同榮批評，民進黨第12屆黨主席選舉參選人蔡英文獲得新潮流系強力支持，若蔡英文當選黨主席，則新潮流系的段宜康等人都會進入中央黨部，「黨中央會變成是非不明、沒大沒小，變成派系戰場。」新潮流系的李文忠回批，蔡同榮擔任民進黨巴紐案專案小組召集人，毫無調查就採取相信邱義仁，這才是傷害民進黨[22]。
- 2008年5月15日，民進黨巴紐案專案小組公佈「調查報告」，表示願意採信邱義仁和黃志芳說法，是「掮客叛國詐欺事件」。潛逃美國的金紀玖委託律師於本月15日出面喊話，表示願意「歸還」部份金額，但是自己保留部分是「酬勞」不須歸還，暗示從頭到尾是幫人做事，沒有捲款潛逃；並開出條件，要檢方保證不拘押，才願意回台說明。

- 2008年7月9日，檢方在新加坡司法單位協助下，確認並無相關資金流向官員戶頭[23]；而金紀玖猶涉案至深，吳思材情況亦同[24]。